# Estola albocincta
Estola albocincta là một loài bọ cánh cứng trong họ Cerambycidae.